# Karl Jensen (atlet)
 Der er flere personer med dette navn, se Carl Jensen.
Karl/Carl Jensen (21. september 1898 i København – 28. juli 1928 i Montpellier, Frankrig) var en dansk atlet og kunstruktør.
Karl Jensen som var medlem af Ben Hur, deltog i OL 1924 i Paris hvor han nummer 11 i hammerkast med 36,26 og nummer 13 i diskoskast med 39,78. Han vandt det danske mesterskab i diskoskast h+v 1923-1927. Han satte dansk rekord i diskoskast 1924 med 42,15,
Karl Jensen døde som kun 30-årig sommeren 1928 i Montpellier i det sydlige Frankrig. 

## Danske mesterskaber
- Guld 1927  Diskoskast h+v
- Sølv 1926  Diskoskast 39,60
- Guld 1926  Diskoskast h+v
- Sølv 1926  Vægtkast 8,12
- Guld 1925  Diskoskast h+v
- Guld 1924  Diskoskast h+v
- Guld 1923  Diskoskast h+v
- Sølv 1923  Hammerkast 41,61

## Personlige rekorder
- Diskoskast: 42,15 (1924) Dansk rekord
- Hammerkast: 42,01 (1923)